# La Conner (Washington)
La Conner je gradić u američkoj saveznoj državi Washington. Prema popisu stanovništva iz 2010. u njemu je živjelo 891 stanovnika.